# サン＝タルバン原子力発電所
サン＝タルバン原子力発電所（サン＝タルバンげんしりょくはつでんしょ、フランス語：Centrale nucléaire de Saint-Alban）は、フランス共和国イゼール県サン＝モーリス＝レクシル（fr:Saint-Maurice-l'Exil）とサン＝タルバン＝デュ＝ローヌ（fr:Saint-Alban-du-Rhône）の間に所在する原子力発電所。施設はイゼール川の東岸にあり、リヨンから南へ40km、ヴァランスから北へ50kmに位置している。

## 概要
サン＝タルバン原子力発電所は130万kW級の原子炉2基が設置され、約670人が働いている。原子炉はそれぞれ1986年と1987年に運転を開始している。
2003年7月14日、ローヌ川に排水する冷却水が認可された温度制限より0.36℃上昇したまま4時間に渡り排水された。原子力安全局は2003年8月5日にこれに関する情報をウェブサイト上に公開した。2005年11月、原子力安全局はサン＝タルバン原子力発電所の火災予防規則に矛盾があり危険性があるとされた。2007年には原子力安全局の年次報告書によると監視制御室を向上しなければならないとした。

### 原子炉の特性
各原子炉の特性は以下のとおり。
| 原子炉名   | 格納容器形式 （原子炉形式） | 容量（MW）        | 容量（MW）      | 容量（MW）      | 運用者       | 建造者     | 建設開始  | 送電網接続運転開始 | 営業運転開始 | 原子炉の運転終了 |
| 原子炉名   | 格納容器形式 （原子炉形式） | 炉心熱出力（MWt） | 定格出力（MWe） | 平均出力（MWe） | 運用者       | 建造者     | 建設開始  | 送電網接続運転開始 | 営業運転開始 | 原子炉の運転終了 |
| ---------- | --------------------------- | ----------------- | --------------- | --------------- | ------------ | ---------- | --------- | ------------------ | ------------ | ---------------- |
| St.Alban-1 | P4 REP 1300 (PWR)           | 3817              | 1363            | 1335            | フランス電力 | フラマトム | 1979年1月 | 1985年8月          | 1986年5月    |                  |
| St.Alban-2 | P4 REP 1300 (PWR)           | 3817              | 1363            | 1335            | フランス電力 | フラマトム | 1979年7月 | 1986年7月          | 1987年3月    |                  |